# Siros
Siros, Sira (gr. Σύρος, Σύρα) – wyżynna wyspa grecka w archipelagu Cyklad na Morzu Egejskim., na południowy wschód od Grecji kontynentalnej. Leży w administracji zdecentralizowanej Wyspy Egejskie, w regionie Wyspy Egejskie Południowe, w jednostce regionalnej Siros, w gminie Siros-Ermupoli.
Siros ma powierzchnię 85 km² i ponad 20 000 mieszkańców (2004).
Na wyspie rozwinęła się turystyka oraz uprawa warzyw, figowców, oliwek.
Głównym miastem wyspy jest Ermupoli, handlowe i od 1833 roku administracyjne centrum Cyklad. 
Miasto Ermupoli zostało zasiedlone przez uchodźców z Chios i Psary w roku 1821 podczas zakończonej w 1829 roku wojny o niepodległość Grecji. W tym czasie Ermupoli było głównym greckim portem, większym od Pireusu.  
Nad miastem dominują dwa wzgórza: wschodnie o nazwie Vrodado i zachodnie o nazwie Ano Siros.
Na wzgórzu Wrondado znajduje się dzielnica prawosławna  a na jego szczycie stoi ortodoksyjny grecki kościół Anastasis (Zmartwychwstania) wybudowany w 1821 r.
Nad wzgórzu Ano Siros rozłożyła się dzielnica katolicka a na jego szczycie znajduje się klasztor Ajos Jeorjos (Św. Jerzego) założony przez Kapucynów a ufundowany w roku 1535 przez króla Francji Ludwika XIII.
Mieszkańcy Siros w prawie równych częściach stanowią wyznawcy prawosławia i katolicy obrządku łacińskiego, co stanowi rzadkość w Grecji. Obie społeczności religijne żyją w zgodzie i wspólnie obchodzą Wielkanoc.
Na wyspie działa port lotniczy Siros.